# Helmut-Schmidt-Gymnasium (Hamburg)
Das Helmut-Schmidt-Gymnasium (abgekürzt HSG) ist ein staatliches Gymnasium im Hamburger Stadtteil Wilhelmsburg. Die Schule hieß vor ihrer Benennung nach Helmut Schmidt Gymnasium Kirchdorf/Wilhelmsburg. Das Gründungsjahr 1901 beruht auf einer in Wilhelmsburg gegründeten Vorgängerschule.

## Geschichte
In Wilhelmsburg wurde 1901 eine Privatschule für Jungen und Mädchen (Koedukation) in der Lessingstraße 93–97 gegründet. 1907 wurde die Schule zur Realschule Wilhelmsburg ausgebaut, 1924 dann als städtisches Reformrealgymnasium und Oberrealschule verstaatlicht. 1939 erfolgte die Trennung in eine Oberschule für Jungen und eine Oberschule für Mädchen. Während des Zweiten Weltkriegs wurde das Schulgebäude bei Luftangriffen am 27. März 1945 teilweise zerstört. Nach Kriegsende wurde es wieder aufgebaut. 1957 wurde die Schule zum Gymnasium Wilhelmsburg.
Ab 1964 wurden mehrere Hochhaussiedlungen gebaut, wodurch die Schülerzahlen anstiegen und das Gymnasium Wilhelmsburg am Rothenhäuser Damm nicht mehr ausreichte. Daher wurde das Einzugsgebiet des Gymnasiums unterteilt und ein zweites Gymnasium auf der Elbinsel errichtet. Schüler aus dem Bereich westlich der Reichstrasse und nördlich der Mengestrasse wurden dem alten Wilhelmsburger Gymnasium zugeordnet, Schüler aus den östlichen und südlichen Teilen der Elbinsel und aus der Veddel sollten künftig am neuen Gymnasium angemeldet werden.
1969 wurde die neue Schule mit dem vorläufigen Namen „Gymnasium Wilhelmsburg II – neusprachliches  und  mathematisch-naturwissenschaftliches  Gymnasium  für  Jungen  und  Mädchen“ gegründet. Erster Schulleiter war Klaus Kießner. Die neue Schule wurde, da sie noch nicht über ein eigenes Gebäude verfügte, innerhalb des Gebäudes der damaligen Volks- und Realschule  Perlstieg  (später Gesamtschule Wilhelmsburg bzw.  Stadtteilschule Wilhelmsburg)  untergebracht. Der Schulbetrieb begann mit vier Klassen, die Lehrer pendelten dabei zwischen den Schulen und es fanden gemeinsame Veranstaltungen und Kooperationen statt.
Die Schule wurde 1971 in „Gymnasium Kirchdorf“ umbenannt mit dem Zusatz „neusprachliches und mathematisch-naturwissenschaftliches Gymnasium“.  Aufgrund von wachsendem Raumbedarf wurden im selben Jahr auf dem Schulgelände der Perlstiegschule drei provisorische Pavillons aufgebaut, die erst 2019 wieder abgerissen wurden. Außerdem wurden ab 1972 am Standort Krieterstraße ein neues Hauptgebäude und ein Verwaltungsgebäude errichtet, der Schulbetrieb begann dort im August 1972. In  den folgenden zwei Jahren entstanden weitere Gebäudekomplexe, zunächst das Verwaltungsgebäude mit einer neuen Pausenhalle, anschließend das Oberstufengebäude, Fachgebäude und die  Zweifeldturnhalle. Der erste Abiturjahrgang des Gymnasiums Kirchdorf erhielt 1976 das Abitur.
1985 wurde die Oberstufe des alten Gymnasiums Wilhelmsburg am Rotenhäuser Damm als erster Schritt der Fusion an das Gymnasium Kirchdorf verlegt. 1987 wurde das Gymnasium Wilhelmsburg mit dem Gymnasium Kirchdorf zusammengeschlossen, und nur noch am Standort des Gymnasiums Kirchdorf weitergeführt. Das bisherige Schulgebäude in der Lessingstraße übernahm die Gesamtschule Wilhelmsburg. Der neue Name des fusionierten Gymnasiums war Gymnasium Kirchdorf/Wilhelmsburg, abgekürzt „KiWi“.
Seit dem Schuljahr 2002/2003 wurde, wie an allen Hamburger Gymnasien, das achtstufige Abitur eingeführt. 2012 wurde das Gymnasium bei einem Festakt in Anwesenheit von Helmut Schmidt nach diesem in Helmut-Schmidt Gymnasium benannt.

## Gebäude
Zu den Gebäuden des Gymnasiums gehört ein in den 1970er Jahren errichtetes dreistöckiges Klassenhaus vom Typ 68 (Doppel-H), einem in Hamburg mehr als 50-fach errichten Serienschulbau.
Im Rahmen der IBA Hamburg wurde der Schulstandort unter dem Namen „Tor zur Welt“ bis 2013 erweitert und ausgebaut. In einem Architekturwettbewerb setzte sich der Entwurf von bof-Architekten durch. Die Neubauten nahmen die gymnasiale Beobachtungsstufe des Gymnasiums auf, dazu kam eine Grundschule, eine Sprachheilschule und ein Bildungs- und Beratungszentrum. Die Bestandsbauten des Helmut-Schmidt-Gymnasiums wurden teilweise umgestaltet und saniert. Für das HSG wurden neue Außensportanlagen, ein Wirtschaftszentrum und ein Science-Center errichtet.

## Schulprofil
Das Helmut-Schmidt-Gymnasium ist eine offene Ganztagsschule, in der Beobachtungsstufe ist die Ganztagsbetreuung gebunden, d. h. Pflicht. Die Schule ist das einzige Gymnasium auf der Elbinsel Wilhelmsburg. Durch diese isolierte Lage kommt die Schülerschaft des Gymnasiums fast ausschließlich aus den Hamburger Stadtteilen Wilhelmsburg und Veddel.
Der Stadtteil Wilhelmsburg ist ein traditioneller Arbeiterstadtteil, der heute einen überdurchschnittlich hohen Anteil an Arbeitslosen, Sozialhilfeempfängern und Migranten aufweist. Viele der am HSG in der fünften Klasse eingeschulten Kinder haben keine Gymnasialempfehlung, bis zum Ende der zehnten Klasse verlassen etwa 60 % die Schule aufgrund ungenügender Leistungen.
Bei der Erhebung des Sozialindex für Hamburger Schulen 2011 wurde für das HSG auf einer Skala von 1 (nachteilige Voraussetzungen der Schülerschaft, höchster Förderbedarf) bis 6 (beste Voraussetzungen, kein Förderbedarf) ein Sozialindex von 2 errechnet. Im Schuljahr 2016/17 hatten 83 % der HSG-Schüler einen Migrationshintergrund, mehr als doppelt so hoch wie der Durchschnitt aller Hamburger Gymnasien.
Am HSG werden in der Oberstufe derzeit vier Profile angeboten, genannt sind jeweils die profilgebenden Fächer:
- Glaube und Wissenschaft: Religion und PGW
- Nachhaltigkeit und Zukunft: Biologie und Geographie
- Wissenschaft und Gesellschaft: Physik und Geschichte
- Neue Medien: Kunst und PGW

## Besonderheiten und Partnerschaften
Das HSG ist seit 2013 ununterbrochen Umweltschule in Europa, so wie etwa 50 andere Schulen in Hamburg auch.
Das HSG gehörte 2019 zu den vom Verein MINT Zukunft schaffen als „MINT-freundlich“ ausgezeichneten Schulen, so wie 25 andere weiterführende Schulen in Hamburg.
2018 wurde das HSG als erste Schule in Hamburg zur Partnerschule von Yad Vashem, eine Zusammenarbeit, die es mit zwölf anderen Schulen in Deutschland gibt. Gefördert von der David Ben-Gurion Stiftung in Deutschland gibt es seit 2019 einen Schüleraustausch mit Israel.
2022 wurde dem HSG das Qualitätssiegel „Deutsche Schachschule“ von der Deutschen Schachjugend verliehen.
Im Januar 2024 wurde das Kunstprojekt „Architecture of Hope“ des HSG mit einem Bertini-Preis ausgezeichnet.

## Bekannte Ehemalige
- Gustav Berthold Schröter (1901–1992), bildender Künstler (Lehrer am Gymnasium Wilhelmsburg)
- Klaus Thiele-Dohrmann (1936–2022), Autor und Journalist (Abitur am Gymnasium Wilhelmsburg)
- Hans-Werner Engels (1941–2010), Autor, Lokalhistoriker von St. Pauli und Altona (Lehrer am Gymnasium Kirchdorf)
- Ralf-Dieter Fischer (1948–2025), CDU-Politiker und ehemaliges Mitglied der Hamburgischen Bürgerschaft (Abitur am Gymnasium Wilhelmsburg)
- Peter Heppner (* 1967), Musiker, Texter und Produzent, Gründer und Sänger der Gruppe „Wolfsheim“ (Abitur am Gymnasium Kirchdorf)
- Metin Hakverdi (* 1969), SPD-Politiker und Mitglied des Bundestages (Abitur am Gymnasium Kirchdorf/Wilhelmsburg)
- Michael Weinreich (* 1973), SPD-Politiker und Mitglied der Hamburgischen Bürgerschaft (Abitur am Gymnasium Kirchdorf/Wilhelmsburg)